# Lámpara germicida

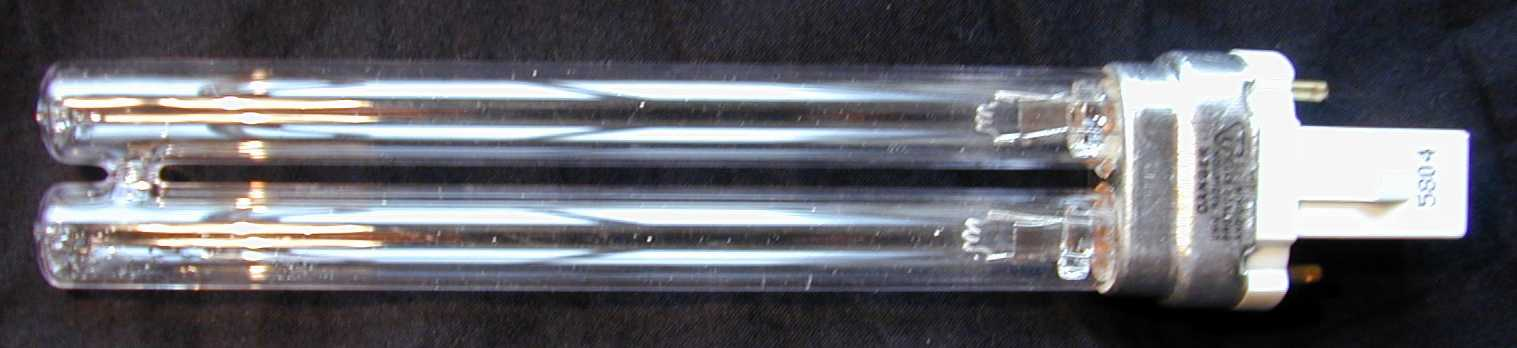
Una lámpara germicida de 9W

Una lámpara germicida es un tipo especial de lámpara que produce luz ultravioleta (UV). Esta radiación ultravioleta de onda corta perturba el apareamiento de las bases del ADN que provoca la formación de dímeros de pirimidina y conduce a la inactivación de bacterias, virus y protozoos. También se puede utilizar para producir ozono para la desinfección del agua.

## Tipos
Existen tres tipos diferentes disponibles en el mercado:
- Lámparas de baja presión
- Lámparas de media presión
- LEDs

### Lámparas de baja presión
Las lámparas de baja presión son muy similares a una lámpara fluorescente, con una longitud de onda de 253,7 nm (1182,5 THz).
La forma más común de lámpara germicida se parece a una lámpara fluorescente ordinaria, pero el tubo no contiene fósforo fluorescente. Además, en lugar de estar hecho de vidrio borosilicatado ordinario, el tubo está hecho de cristal de cuarzo. Estos dos cambios se combinan para permitir que la luz ultravioleta de 253,7 nm producida por el arco de mercurio salga de la lámpara sin modificarse (mientras que, en lámparas fluorescentes comunes, hace que el fósforo se haga fluorescente, produciendo luz visible). Las lámparas germicidas también producen una pequeña cantidad de luz visible debido a otras bandas de radiación de mercurio.
En las dos últimas décadas se ha desarrollado rápidamente las denominadas lámparas de excímeros que tienen una serie de ventajas sobre las otras fuentes de radiación ultravioleta e incluso de la radiación ultravioleta e el vacío.

### Lámparas de media presión
Las lámparas de media presión son mucho más similares a las lámparas HID que las lámparas fluorescentes.
Estas lámparas irradian una radiación UV-C de banda ancha. Son ampliamente utilizadas en el tratamiento de aguas industriales, porque son fuentes de radiación muy intensas. Son tan eficientes como las lámparas de baja presión. Las lámparas de media presión producen una luz blanca azulada muy brillante.

### Tecnología LED
Los desarrollos recientes en tecnología LED han llevado a la disponibilidad comercial de fuentes de luz UV-C de tipo LED.
Los LED UV-C utilizan materiales semiconductores para producir luz en un dispositivo de estado sólido. La longitud de onda de emisión se ajusta mediante la química del material semiconductor, dando una selectividad al perfil de emisión del LED a través, y más allá, de la banda de longitud de onda germicida. Los avances en la comprensión y síntesis del sistema de materiales AlGaN condujeron a aumentos significativos en la potencia de salida, vida útil del dispositivo y eficiencia de los LEDs UV-C a principios de 2010.